# کلاودیو بیزیو
کلاودیو بیزیو (ایتالیایی: Claudio Bisio؛ تلفظ ایتالیایی: [ˈklaudjo ˈbi:zjo]؛ زادهٔ ۱۹ مارس ۱۹۵۷) بازیگر، صداپیشه، کمدین، مجری تلویزیون و نویسنده اهل ایتالیا است. وی از سال ۱۹۸۳ میلادی تاکنون مشغول فعالیت بوده‌است.  او در دبیرستان علمی لوئیجی کرمونا در میلان تحصیل کرد و از مدرسه تئاتر پیکولو میلان فارغ‌التحصیل شد.
از فیلم‌ها یا سریال‌های تلویزیونی که وی در آن نقش داشته‌است، می‌توان به زندگی عجیب است، برداشت نخست خوب، مدیترانه، نیروانا، آتش‌بس، راهنمای عشق ۲، علاج محافظ شخصی و بیت و قطعات اشاره کرد.
وی همچنین برندهٔ جوایزی همچون جشنواره فیلم جیفونی شده‌است.